# خیلاروو (شهرستان سوکوووف)
خیلاروو (به لهستانی:  Hilarów) یک روستا در لهستان است که در گمینا سابنگه واقع شده‌است.